# Instant Music (програма)
Instant Music — інтерактивна музична програма, що була випущена «Electronic Arts» в 1986 році. Спочатку вона була розроблена для Amiga, а пізніше портована на Apple IIGS та Commodore 64.
В «Instant Music» користувачі можуть змінювати пісні, що відтворюються програмним забезпеченням. У програмі вбудовані декілька пісень різноманітних жанрів. Переміщаючи мишку або джойстик (у деяких версіях) вверх/вниз, можна змінювати окремі тони. Програмне забезпечення гарантує, що жодна видозміна не призведе до негармонічних звучань.
«Instant Music» був створений і розроблений Робертом Кемпбеллом. Прототип був створений на Commodore 64 і продюсер EA Стюарт Бонн виборював його включення до продуктів ЕА для майбутніх платформ Amiga.

## Сприйняття
У грудні 1986 року Брюс Вебстер у колонці журналу «Byte» назвав «Instant Music» «видатною програмою». Вебстер хвалив програму за те, що перетворила Amiga в «інтелектуальний музичний інструмент», який дозволяє «навіть бездарному творити». Але Вебстер розкритикував слабкий ключовий захист від копіювання диску.
«AmigaWorld» нагородив «Instant Music» премією «Вибір редакції 1986 року», назвавши програму «найцікавішою розвагою, яку ви можете отримати з вашою Amiga та вашими вухами». «AmigaWorld» похвалив «Instant Music» за те, що вона дозволяє створювати солідну музику навіть не музикантам. «AmigaWorld» також нагородив «Instant Music» двома глузливими нагородами: премія «Кидок над Бетховеном […] За перетворення повного ідіота на композитора» та «Нагорода Боба Райана за найкращу програму з часів створення світу».
«Compute!» заявив, що «Instant Music» «відкриває нові горизонти комп'ютерних розважальних програм», дозволяючи не музикантам легко створювати музику «…це дійсно потрібно побачити, щоб повірити».